# Babette Cochois
Babette Cochois även känd som Babet Cochois och Barbe Cochois, född i Frankrike 1725, död 1780, var en fransk ballerina och författare. 

## Biografi
Babette Cochois var syster till balettdansaren Marianne Cochois. De var troligen släkt med den berömda balettdansaren Michel Cochois, som var verksam i London vid samma tid, och uppges ha varit Marie Sallés syssling.
Babette Cochois var engagerad vid Fredrik den stores franskspråkiga hovteater i Preussen mellan 1743 och 1749. Hon beskrivs som en av teaterns främsta scenartister, och favoriserades av Fredrik den store, som gav henne det sällsynta privilegiet att bo på Charlottenburgs slott och Sanssouci. Hon gjorde sin debut på den nygrundade Berlinoperan år 1743.
Babette Cochois blev verksam som författare då hon utgav Mémoires pour servir à l'histoire de l'esprit et du cœur (1744) som hon samskrev med Jean-Baptiste de Boyer.
År 1749 gifte hon sig med den franska författaren Jean-Baptiste de Boyer, som medverkade vid den franska hovteatern under sin vistelse vid Fredriks hov. Paret fick ett barn, Barbe Gaudet, 1754. Efter sitt giftermål avslutade hon sin scenkarriär och ägnade sig åt att resa, studera vetenskap och författa med sin make. Hon tog teckningslektioner av målaren Johann Christoph Frisch, talade flera språk, och beskrivs som en skicklig tecknare. Paret flyttade senare tillbaka till Frankrike. Vid makens död 1770 blev hon hans arvinge.
Babette Cochois var föremål för diktning, och stod modell för en berömd tavla av Antoine Pesne.
Verk
- Mémoires pour servir à l'histoire de l'esprit et du cœur, 1744
- Nouveaux mémoires pour servir à l'histoire de l'esprit et du coeur, 1745
- Histoire de l'esprit et du coeur, 1755
- Histoire de l'esprit humain, 1765